# Entodon yunnanensis
Entodon yunnanensis là một loài rêu trong họ Entodontaceae. Loài này được Thér. mô tả khoa học đầu tiên năm 1926.